# Mahjong 64
Mahjong 64 (麻雀64, Mahjong 64) es un videojuego de simulación basado en el juego de mesa Mahjong. Fue desarrollado para la consola Nintendo 64 en 1997, aunque únicamente salió en el mercado japonés.
- Datos: Q3277746